# Elemag Reef
Das Elemag Reef (englisch; bulgarisch риф Елемаг rif Elemag; vormals Elemag Point bzw. bulgarisch нос Елемаг nos Elemag) ist ein in südost-nordwestlicher Ausrichtung 100 m langes, 40 m breites und 33 Hektar großes Felsenriff im Archipel der Südlichen Shetlandinseln. Es liegt 5,4 km südsüdwestlich des Edinburgh Hill, 5,95 km westlich von Half Moon Island, 5,18 km nordwestlich des Rila Point, 3,3 km nordöstlich des Zlatograd Rock und 1,85 km ostsüdöstlich des Sindel Point in der Moon Bay der Livingston-Insel. Ursprünglich als Landspitze kartiert und benannt wurde es zunehmend freigelegt im Zuge des Rückgangs des Gletschereises in der Umgebung zum ausgehenden 20. und beginnenden 21. Jahrhundert.
Bulgarische Wissenschaftler kartierten es bei der Vermessung der Tangra Mountains zwischen 2004 und 2005. Die bulgarische Kommission für Antarktische Geographische Namen benannte es 2006 nach Elemag, Verwalter der Region um die heute zu Albanien gehörenden Stadt Berat zu Zeiten der bulgarischen Zaren Samuil, Gawril Radomir und Iwan Wladislaw zwischen dem 10. und 11. Jahrhundert.